# Ольден, Ганс
Ганс Ольден, псевдоним Иоганна Августа Оппенгейма (нем. Hans Olden; 5 июня 1859, Франкфурт-на-Майне — 23 мая 1932, Висбаден) — немецкий драматург, писатель
, переводчик.

## Биография
Изучал химию и естественные науки в Политехническом институте в Штутгарте. Затем стал актером и играл героические роли в придворном театре в Касселе и в Немецком театре в Берлине, в Lobetheater в Бреслау и в Немецком театре в Санкт-Петербурге. 
С 1888 года жил как независимый писатель в Берлине, Веймаре и Мюнхене. 
Прежде всего известны его шекспировские переводы, написанные для театральной сцены.
Автор ряда пьес, имевших успех: «Ilse», «In der Singakademie», «Gewittersegen», «Die Geigenfee», «Der Glückstifter», «Die kluge Käthe», «Die offizielle Frau», «Die erste Krawatte», «Tannhäuser» (1902) и др.
Был женат на актрисе Розе Штайн. Отец Рудольфа и Бальдера Ольденов.